# Rosita Amores
Rosa Amores Valls (Nules, 26 de enero de 1938), más conocida con el nombre de Rosita Amores, es una artista de variedades española.
En sus comienzos actuaba de vocalista en una orquesta de baile llamada Los Millonarios, pionera del cabaret erótico a mediados de los años 1960, junto a figuras como Rafael Conde (El Titi), actuando en los espectáculos de variedades que tenían lugar en el teatro Alkazar de Valencia. Rosita Amores supo burlar la censura franquista en épocas en que el erotismo en España se reducía al ámbito privado, convirtiéndose en un símbolo popular del espectáculo en la Comunidad Valenciana. Su canción 'Posa’m Menta' se convirtió en un soplo de libertad en el pueblo llano. Entre sus trabajos más actuales destaca el musical dedicado a su vida, que ella misma protagoniza, El amor de Miss Amores, su colaboración con el grupo musical Antonomasia en el tema "No hace falta que intentes cambiar" y ejerciendo de musa en la portada del álbum del grupo, Gold.
En 2021 vuelve al cine de la mano de la mano de Jordi Nuñez en la película “Lo que sabemos” y a la música de la mano del compositor Javi NO con dos sencillos “Sensacional” y “Del Alkazar al Molino” donde la vedette hace un repaso por su vida.

## Cine
| Año  | Título                           | Personaje      | Dirección         |
| ---- | -------------------------------- | -------------- | ----------------- |
| 1979 | El virgo de Visanteta            |                | Vicente Escrivá   |
| 1979 | Gracias por la propina           |                | Francesc Bellmunt |
| 1979 | Visanteta, estáte quieta         |                | Vicente Escrivá   |
| 1980 | Con el culo al aire              | Enfermera      | Carles Mira       |
| 1988 | Un negro con un saxo             | Prostituta     | Francesc Bellmunt |
| 2002 | El robo más grande jamás contado | Madre de Zorba | Daniel Monzón     |
| 2022 | Lo que sabemos                   | Anciana        | Jordi Núñez       |

## Televisión
- l'Alqueria Blanca. Serie de RTVV (Canal 9).
- Negocis de família. Serie de RTVV (Canal 9).
- Ala...Dina. Serie de RTVE.
- Tío Willy. Serie RTVE.
- La casa de los líos. Serie Antena 3.
- Blasco Ibáñez. La novela de su vida. RTVE. Dir. L. G. Berlanga.
- Benifotrem. Serie de RTVV (Canal 9). Dir. Toni Canet.
- Russafa 56. Serie de RTVV (Canal 9). Dir. Carles Mira.

## Teatro
- El Musical de Rosita Amores donde contaba la vida de ella misma, en el Teatro Talia
- Las comedias bárbaras de Valle-Inclán. Dir. Bigas Luna. Fundació Arts Escèniques de València.
- Teatre Alkázar de València. Donde trabajo hasta la década de los años 80, después de debutar con 18 años.
- Giras con comedias y revistas musicales por todo el país como vedette.
- Súper-vedette en el teatro El Molino de Barcelona.
- El amor de Miss Amores. 2011

## Discografía
- "Grandes Éxitos" (1988)
- "Temps de L'alkazar" (1989)
- "Gold" (2011), con el grupo Antonomasia.
- “Sensacional”, con Javi NO (Single, 2021)
- “Del Alkazar al Molino” (single, 2021)